# Петровићи (породица)
Петровићи су породица Јована Петровића Јагодинца, учесника Кочине Крајине у фрајкору, Карађорђевог тополивца и његовог сина Ђорђа Петровића, намесника кнежевског достојанства 1868. године, председника Касационог суда, председника Апелационог суда и првог председника београдског Окружног суда.

## Јован Петровић (1772-1837)
Јован Петровић, земунски грађанин, фрајкорац, власник ливнице и поткивачнице, познат и као Јован Петровић Ковач или Јагодинац родом је из Својнова код Параћина, односно Јагодина. Након очеве смрти (Петар), и мајчине преудаје, отишао је са 15-16 година из родног краја у Срем, где се убрзо пријавио и примљен је августа 1788. у Михаљевићев фрајкор и учествовао је у Кочиној крајини. Истакао се храброшћу, два пута је рањаван. Због спасавања капетана Радича Петровића 1790. године, тадашњег фрајкорског капетана, носиоца аустријског витештва (племства) и Карађорђевог претпостављеног старешине у фрајкору, а касније познатог устаничког старешине, Михаљевић командант фрајкора одликовао га је златном медаљом за храброст. У војсци је стекао прва знања о ковачко-ливачком послу. Након ратова посетио је породицу у Својнову, да би се потом за стално настанио у Земуну где је отворио радњу у Горњој вароши и 1804. године стекао је мајсторско звање (ковачко-поткивачког еснафа) са правом лечења стоке. У време Првог српског устанка у Србији је помагао у организовању тополивнице и оружарнице. Његова радионица поправљала је оружје, израђивала трешњеве топове и лафете, а у првој Тополивници у Доњем граду београдске тврђаве изливао је топове. Сачувана је Карађорђева потврда Јовану Петровићу из 1810: „Ја похваљујем труде Ваше народу показате...". За књаз Милоша његова радионица обављала је израду крстова и црквених сасуда, окивање возила, поткивање коња и сл, а 1830. излила је и поставила звона на старој Саборној цркви и после проглашења Хатишерифа исковала гвоздени српски грб који је био постављен на Господарски конак. Књаз Милош га је тада позвао да се врати у Србију и изабере „коју хоће кућу у Београду“. Јован Петровић Ковач био је и члан једне радне групе којом је председавао Димитрије Давидовић, са задатком да се опише стање манастира Жича и препишу сви записи (1822). Био је пренумерант српских књига и имао је велику кућну библиотеку, а био је и приложник Славеносербске библиотеке земунске од оснивања 1825. Умро је у Земуну 1837. У његовој породици чува се и једна Карађорђева сабља.
Јован Петровић имао је синове Живка и Ђорђа и још једног сина.

### Живко Ј. Петровић (1806-1868)
Живко Ј. Петровић (1806-1868) син Јована Петровића је земумски академски иконописац и фрескописац. Прво је 13 година код оца учио ковачки занат и у Бечу студије "марвенског лекарства". Јавља се 1831. године у Земуну као "марвени лекар" и пренумерант књига. Као ветеринар посветио се изучавању сликарства. Сликарство је завршио у Земуну и на Бечкој академију где је провео три и по године. Радио је иконостасе у Перлезу, Новом Селу и Земуну, и много појединачних икона. Фрескописао је земунске цркве и цркве по Војводини. Умро је „од врућице“ у Земуну 8/20. октобра 1868. године.

#### Драгутин Ж. Петровић
Драгутин Ж. Петровић, председник Апелационог суда, био је син Живка Ј. Петровића: „Запамћен је од старих Београђана као „ала од човека“, јер је прстима савијао кашике и ломио петодинарке од сребра“.

### Н. Петровић
Један син Јована Петровића био је пожунски ђак, чији се син звао Стеван.

#### Стеван Петровић
Стеван Петровић унук Јована Петровића, био је секретар лесковачке општине (око 1880). Иначе познат је по томе што је био и одговорни уредник, практикант, глумац са надимком Руте, а описан је у лику „Неко“ у Ивковој слави Стевана Сремца. Умро је 1918.. Стеван Петровић био је ожењен Немицом и имали су осморо деце два сина и шест кћерки.
Кћерка Стевана Петровића је глумица Љубица Јовановић, мајка такође глумца. 

### Ђорђе Петровић
Ђорђе Петровић, син Јована Петровића председник Касационог суда, председник Апелационог суда и први председник београдског окружног суда био је намесник кнежевског достојанства 1868. године, одмах после убиства кнеза Михаила заједно са Јованом Мариновићем (тадашњим председником државног савета) и Милојком Лешјанином (тадашњим министром правде).
Ђорђе Петровић имао је кћерке Катарину, Софију, Лепосаву и Јулијану.

#### Струнџалићи
Катарина Петровић (рођ. 1842), кћерка Ђорђа Петровића, намесника кнежевског достојанства 1868, председника Касационог и Апелационог суда, била је удата за Алексу П. Струнџалића (рођ. 1842), адвоката из Ваљева (био је и државни чиновник, у суду вароши Београда, 1872 и др). Био је син Павла Струнџалића (Павле Ђ. Струнђел), трговца из Шапца (по имању и приходу 6. класа у попису 1862) и Божице Струнџалић, чија су деца била осим Алексе и Антоније (рођ. 1837), Милош (рођ. 1844), Андрију и кћери Лепосаву и Јелену.
Имали су сина Милана и кћерку Даринку.
- Милан А. Струнџалић, помоћник министра правде (Марка Трифковића), председник Апелационог суда, судија Касационог суда, правник, судија председник ваљевског окружног суда, био је ожењен са Зорком Костић, кћерком Ђорђа Костића, управника царинарнице из Смедерева и Катарине Путник из Беле Цркве, сестром генерала Војислава Костића и проф. др Александра Костића. Имали су једног сина Алексу Струнџалића и две кћерке од којих је једна удата за Ђорђа Ненадовића судију управног суда из породице Ненадовић. Има потомства.
- Даринка Струнџалић била је удата за пуковника Павла Јанковића. Њихова деца су Алекса, Иванка и Милица. Алексин син Павле Јанковић има кћерку Ксенију Јанковић, музичара. Иванка је била удата за потпуковника Петра Стевановнића који је погинуо у Првом светском рату (њихов син је генралштабни мајор Божидар Стевановић). Милица Јанковић била је удата за потпуковника Чедомира Васића, који је погинуо у Првом светском рату (њихови синови су Павле Васић, чији је син Чедомир Васић, сликар као и Филип Васић).

#### Бабовићи
Софија Петровић, кћерка Ђорђа Петровића, намесника кнежевског достојанства 1868, председника Касационог и Апелационог суда, била је удата за Бабовића. Њихова деца су Владимир и Милица.
- Инж. Владимир Бабовић начелник, имао је Ружицу удату за Велимира Поповића, министра унутрашњих послова, бана дринске бановине (њихов син проф. др Бошко Поповић психолог, унук др Велимир Поповић, психолог и унука Љуба Поповић), брата проф. др Николе Поповића, ректора, Јелену, лекара, Михаила, правника и Војислва правника.
- Милица Бабовић била је удата за Лазара Јовановића.

#### Брановачки
Лепосава Петровић, кћерка Ђорђа Петровића, намесника кнежевског достојанства 1868, председника Касационог и Апелационог суда, била је удата за др Евгенија Брановачког.

#### Рекалићи
Јулијана Петровић, кћерка Ђорђа Петровића, намесника кнежевског достојанства 1868, председника Касационог и Апелационог суда, била је удата за Петра Рекалића, управника царине и трговца. Имали су три сина Јована, Димитрија и Ђорђа.
- Димитрије Рекалић, апотекар.
- Ђорђе Рекалић, погинуо.

##### Генерал Јован П. Рекалић (1877-1959)
Пешадијски бригадни генерал Јован П. Рекалић (1877-1959) завршио је 29. класу Ниже школе Војне академије и усавршавање у Минхену. У ратовима 1912-1918. ађутант 12. пешадијског пука „Цар Лазар“ 1. позива Шумадијске дивизије, командант батаљона 14. пешадијског пука и заменик команданта пука, командант 4. батаљона 8. пешадијског пука 1. позива до тешког рањавања 9. септембра 1914, 1915. командант батаљона 8. пешадијског пука, 19. пешадијског п ука, помоћник команданта 10. пешадијског пука. У Арпилском рату реактивиран за команданта дивизијске области у Загребу. Одведен у заробљеништво.
Пешадијски бригадни генерал Јован П. Рекалић био је ожењен Зорком Митровић, кћерком Јована Митровића, трговца. Имали су синове Владимира и Момчила.
- Проф. др Владимир Рекалић, професор Технолошког факултета у Београду.
- Проф. др Момчило Рекалић, проф. Грађевинског факултета у Београду[5]